# Данилов Володимир Миколайович (футболіст)
Володимир Миколайович Данилов (нар. 1942, Владимир) — радянський футболіст, що грав на позиції нападника. Відомий за виступами у складі владимирського «Торпедо» у класі «Б» та другій лізі, у складі якого зіграв понад 200 матчів та тричі виграв зональний турнір класу «Б», а також у складі сімферопольської «Таврії» та кишинівської «Молдови» у другій групі класу «А».

## Клубна кар'єра
Володимир Данилов розпочав виступи на футбольних полях у команді класу «Б» «Трактор» з Владимира у 1961 році. Вже з перших років виступів він став одним із кращих бомбардирів команди, відзначившись за перші 6 років виступів 35 забитими м'ячами. У 1966 році разом із командою став переможцем зонального турніру, проте до класу «А» команда так і не потрапила. Наступного року тренер команди Володимир Юлигін, який перейшов до команди другої групи класу «А» «Таврія» з Сімферополя, запросив до команди й Данилова, з яким разом прийшли досвідчені футболісти Анатолій Аляб'єв, Микола Тимошенко та Юрій Зубков, а також молодий Володимир Григор'єв. Наступного року футболіст разом із головним тренером повернулись до Владимира, проте за півроку Данилов став гравцем команди другої групи класу «А» «Молдова» (Кишинів). У 1969 році повернувся до владимирської команди, яка змінила назву на «Мотор», та двічі поспіль вигравала зональний турнір класу «Б». з 1971 року Данилов грав у складі владимирської команди в другій лізі, завершив виступи у 1973 році, зігравши за команду понад 200 матчів у чемпіонаті країни, та відзначившись 77 забитими м'ячами. Помер Володимир Данилов у 2007 році.